# Liberales Forum
Das Liberale Forum (LIF) war eine liberale Partei in Österreich. Die Parteigründung wurde am 4. Februar 1993 anlässlich der Fraktionsbildung von fünf aus dem FPÖ-Klub ausscheidenden Parlamentariern öffentlich angekündigt. Bis zum 3. Oktober 1999 war das Liberale Forum im österreichischen Nationalrat vertreten. Im Januar 2014 fusionierte das Liberale Forum mit der 2012 gegründeten liberalen Partei NEOS zu NEOS – Das Neue Österreich und Liberales Forum.

## Geschichte (1993–1999)

### Vorgeschichte
Die Gründung des Liberalen Forums war ursprünglich das Resultat einer Eskalation innerparteilicher Konflikte innerhalb der FPÖ. Letztere war – ebenso wie ihre Vorläuferorganisation VdU – traditionell von einerseits (deutsch-)nationalen und andererseits liberalen ideologischen Tendenzen geprägt. Während diese innerparteilichen Strömungen in der deutschsprachigen Literatur sowie in der medialen Berichterstattung oft als nationaler und liberaler Flügel bezeichnet werden, muss festgehalten werden, dass die Grenze zwischen den beiden Tendenzen über lange Zeit durchaus fließend verlief. Eine eindeutige bzw. ausschließliche Zuordnung einzelner Personen innerhalb der Partei zu einem dieser „Flügel“ ist dementsprechend häufig schwierig, ebenso wie eine historische Analyse der relativen Stärke der beiden innerparteilichen Tendenzen in unterschiedlichen Perioden (insbesondere vor 1980). Grundsätzlich wird aber in verschiedenen Publikationen die historische Dominanz des nationalen Elements gegenüber dem liberalen betont.
Wenngleich die Parteigeschichte der FPÖ seit ihrer Gründung immer wieder von scharfen Konflikten innerhalb der Parteielite geprägt war, so begannen sich diese ab Ende der 1970er Jahre entlang ideologischer Konfliktlinien zu verfestigen. Nachdem im Jahr 1980 der deklariert liberale Norbert Steger in einer kompetitiven Wahl zum Parteiobmann gewählt wurde und dieser die FPÖ 1983 zum ersten Mal in die Regierung geführt hatte, folgte mit dem Innsbrucker Parteitag 1986 das Ende der Hochphase liberaler Kräfte in der FPÖ. Gestützt von national orientierten innerparteilichen Gruppierungen setzte sich Jörg Haider bei der Wahl zum Parteiobmann mit 57,7 Prozent der Stimmen gegen den Amtsinhaber Steger durch und veränderte in weiterer Folge das ideologische und organisatorische Profil der FPÖ nachhaltig. Haider selbst hatte zwar vor allem zu Beginn seiner politischen Karriere ein vergleichsweise liberales Profil und irritierte auch während seiner Obmannschaft immer wieder nationale Unterstützer durch seine ideologischen Flexibilität, dennoch kann die spätere Abspaltung des Liberalen Forums von der FPÖ auf programmatische und personelle Weichenstellungen unter seiner Führung zurückgeführt werden.
Auf programmatischer Ebene waren vor allem zwei Neuerungen unter Haider für Liberale innerhalb der FPÖ schwer zu verkraften. Einerseits schwenkte die Partei spätestens Anfang der 1990er auf jenen rechtspopulistischen immigrationsfeindlichen Kurs ein, der sich mittlerweile zum Kern der Programmatik der Partei entwickelt hat. Insbesondere das von der FPÖ lancierte, sogenannte Ausländervolksbegehren wird teilweise als unmittelbarer Auslöser der Parteispaltung angeführt. Andererseits wandelte sich die FPÖ unter Haider aber auch graduell von der ehemals stärksten Befürworterin der Europäischen Integration (inklusive einer Beteiligung Österreichs an derselben) hin zu ihrer stärksten Kritikerin innerhalb des österreichischen Parteiensystems. Abgesehen von diesen konkreten Positionsveränderungen wurden von den späteren Protagonisten des Liberalen Forums nicht zuletzt die Wende hin zu (rechts-)populistischen Kommunikationsstrategien und das Erstarken rechtsextremer Tendenzen (bzw. einschlägige öffentliche Äußerungen Haiders und anderer FPÖ-Politiker) als Gründe für ihren Bruch mit der FPÖ ins Treffen geführt.
Dieser programmatische Wandel stand auch mit organisatorischen und personellen Veränderungen innerhalb der Parteiorganisation in Zusammenhang. Zusätzlich zu einer allgemeineren Zentralisierung der innerparteilichen Entscheidungsfindungspraxis, wurden liberal-orientierte Mitglieder der Parteielite zunehmend aus Entscheidungsgremien verdrängt und nationale (bspw. Andreas Mölzer) und/oder „Haider-treue“ Funktionäre protegiert. Mit Ausnahme von Heide Schmidt (FPÖ-Generalsekretärin bis 1990, FPÖ-Bundespräsidentschaftskandidatin 1992, sowie bis zu ihrem Parteiaustritt Bundesparteiobmann-Stellvertreterin) verloren deklarierte Liberale innerhalb der FPÖ somit größtenteils ihren Handlungsspielraum und Karriereperspektiven.

### Gründung
Infolge dieser Entwicklungen wurden um die Jahreswende 1992/1993 auf Initiative Heide Schmidts erste Vorbereitungen zur Gründung einer neuen liberalen Partei bzw. eines entsprechenden Parlamentsklubs begonnen.
Die Planung und Koordinierung der Parteigründung erfolgten in vertraulichen Gesprächen der späteren Proponenten des Liberalen Forums im Jänner 1993. Am 4. Februar 1993 gaben die Nationalratsabgeordneten Heide Schmidt, Friedhelm Frischenschlager, Klara Motter, Thomas Barmüller und Hans Helmut Moser schließlich bei einer eigens anberaumten Pressekonferenz ihren Austritt aus der FPÖ und die Gründung einer Parlamentsfraktion unter dem Namen Liberales Forum bekannt. Die formelle Parteigründung erfolgte einige Tage später. Neben den fünf genannten Nationalratsabgeordneten waren ursprünglich Georg Lakner (Bundesrat), Gerhard Kratky, Karl Sevelda, Rainer Schütz und Georg Mautner-Markhof (etwas später Georg Dautzenberg, Martina Gredler, Manfred Peter) im Bundesproponentenkomitee vertreten. Dieses konzipierte in weiter Folge die Grundzüge des Programms und des organisatorischen Aufbaus der neuen Partei.
In die organisatorische Aufbauphase fielen die Rekrutierung von Aktivisten (zu diesem Zweck auch Kontakte mit diversen bereits existierenden liberalen Gruppierungen und Klubs), die Gründung von Landesorganisationen und – gleich zu Beginn – die Bildung einer Parlamentsfraktion. Letzteres gestaltete sich aufgrund rechtlicher Einwände, vor allem der FPÖ, zunächst als schwierig. Konkret wurde die Frage aufgeworfen ob gemäß §7 GOG die Fraktionsbildung während einer Legislaturperiode überhaupt zulässig sei. Nach Einholung mehrerer Rechtsgutachten entschied Nationalratspräsident Fischer schließlich, dass dem Liberalen Forum die Gründung eines Parlamentsklubs zustehe. Diese Entscheidung wurde in weiterer Folge (nach Beschwerde der FPÖ) auch vom Verfassungsgerichtshof bestätigt.
Im November 1993 wurde im Rahmen des ersten liberalen Bundesforums (Gründungsparteitag) Heide Schmidt mit 96 Prozent der Delegiertenstimmen zur Bundessprecherin gewählt. Außerdem löste das ebenfalls bei diesem ersten Bundesforum gewählte Bundespräsidium das Bundesproponentenkommitee als Exekutivgremium der Partei ab.
Trotz der politischen Wurzeln der LIF-Gründer in der FPÖ entwickelte die neue politische Gruppierung schnell eine eigenständige „liberale“ Identität und eine Programmatik, die sich klar von den zeitgenössischen freiheitlichen Positionen abgrenzte. Parteimitglieder wurden dementsprechend größtenteils nicht aus den Reihen der FPÖ rekrutiert und die Zusammensetzung der Wählerschaft des Liberalen Forums unterschied sich von Anfang an stark von jener der FPÖ.

### Entwicklung 1993–1999
Bereits im Mai 1993 trat das Liberale Forum, trotz anfänglicher Bedenken einiger Proponenten, bei der Niederösterreichischen Landtagswahl an und stellte sich damit einer ersten elektoralen Bewährungsprobe. Mit 5,12 Prozent der Stimmen und drei Mandaten im Niederösterreichischen Landtag gelang dem LIF bei dieser Wahl ein beachtlicher Erfolg. Bei Landtagswahlen in Tirol, Salzburg, Kärnten und Vorarlberg im Jahr 1994 blieb das Liberale Forum allerdings hinter den eigenen Erwartungen zurück (siehe Abschnitt 'Wahlen und Vertretungen in Parlamenten') was innerhalb und außerhalb der Partei Zweifel an der Wettbewerbsfähigkeit der neuen Partei schürte.
Bei der Nationalratswahl am 9. Oktober 1994 konnte das Liberale Forum schließlich dennoch reüssieren. Die Anzahl seiner Mandate erhöhte sich von 5 auf 11 (6 % der Stimmen) – ein Erfolg der unter anderem von dem bereits bei der Gründung erlangten Klubstatus im Parlament, insbesondere aber von der Popularität der Spitzenkandidatin Heide Schmidt begünstigt wurde. Als sich das Liberale Forum bereits im darauffolgenden Jahr, nunmehr mit neuem Bundesgeschäftsführer (Gerhard Kratky) und leicht verändertem Bundespräsidium, in einer weiteren Nationalratswahl beweisen musste, verlor es wiederum ein Mandat. Bei der gleichzeitig mit der Nationalratswahl abgehaltenen steirischen Landtagswahl gelang der Einzug in den Landtag mit zwei Mandaten. Abgesehen davon verdeutlichte sich aber auch nach 1995, dass das Liberale Forum große Schwierigkeiten hatte, sich in den Bundesländern zu etablieren. Der eigentlich erfolgreiche Wiener Landtagswahlkampf (8 Prozent der Stimmen) wurde von Rassismusvorwürfen gegen den Spitzenkandidaten Wolfgang Bachmayer (zwei Wochen vor der Wahl übernahm die Listenzweite Gabriele Hecht die Spitzenkandidatur) überschattet. In Oberösterreich misslang 1997 der Einzug in den Landtag und in Niederösterreich scheiterte das LIF 1998 am Wiedereinzug. Als Gründe für die im Vergleich zur Bundesebene schlechte Performanz auf regionaler und kommunaler Ebene können unter anderem die urbane Orientierung des Programms und handfeste Probleme beim Aufbau subnationaler Organisationsstrukturen angeführt werden.
Auch innerparteiliche Konflikte wurden zunehmend zum Problem. In Niederösterreich hatte sich die Landtagsfraktion aufgrund des Ausschlusses des Mödlinger Bürgermeisters Pepi Wagner und des Wechsels von Desireé Dorfmeister-Stix zur ÖVP-Fraktion bereits vor der Landtagswahl de facto aufgelöst. Darüber hinaus entwickelte sich in der Wiener Landesorganisation eine wachsende innerparteiliche Opposition zur Bundesführung, die im Wesentlichen mit wahlstrategischen Fehlentscheidungen letzterer begründet wurde.
Unter diesen Vorzeichen wurde das Wahljahr 1999 mit Landtagswahlen in Kärnten, Salzburg und Tirol, sowie EU-Wahl und Nationalratswahl – trotz respektablem Ergebnis für Heide Schmidt bei der Bundespräsidentschaftswahl 1998 – zur „Existenzfrage“ für das Liberale Forum. Das Wahlkampfkonzept für das „Megawahljahr“, das auf eine stärkere strategische und inhaltliche Koordinierung zwischen Bundespartei und Landesparteien setzte, rief allerdings wiederum heftige Kritik aus den Wiener und Salzburger Landesorganisationen hervor, womit das LIF mit dem Stigma parteiinterner Streitereien in die Wahlauseinandersetzungen startete. Der Einzug in den Landtag glückte schließlich in keinem der drei Bundesländer (Gerhard Kratky trat in Folge als Bundesgeschäftsführer zurück) und bei der Europawahl ging das (seit 1996 durch Friedhelm Frischenschlager gehaltene) Mandat im Europäischen Parlament verloren.
Bundessprecherin Heide Schmidt hatte trotz dieser Entwicklungen und anhaltenden Spannungen mit der Wiener Landesorganisation weiterhin relativ großen Rückhalt innerhalb der Partei. Sie wurde am 16. Bundesforum mit 91 Prozent der Delegiertenstimmen wiedergewählt (Christian Köck und Brigitte Bitschnau-Canal wurden ihr als neue Stellvertreter zur Seite gestellt).
Mit der Nationalratswahl am 3. Oktober 1999 endete schließlich die über sechs Jahre laufende parlamentarische Arbeit der LIF-Fraktion im Nationalrat. Der Wiedereinzug wurde mit 3,65 Prozent der Wählerstimmen verpasst. Heide Schmidt gab daraufhin ihren Rückzug von der Parteispitze bekannt.

## Weitere Entwicklung (ab 2000)

### 2006 bis 2009
Mit Unterstützung der SPÖ in Form eines Wahlbündnisses bei der Nationalratswahl im Jahre 2006 war das LIF erstmals seit 1999 wieder mit einem Mandat im Nationalrat vertreten. Bei der Nationalratswahl 2008 scheiterte die Partei an der Vier-Prozent-Hürde (Spitzenkandidatin war Heide Schmidt, die für diese Wahl kurzfristig in die erste Reihe des LIF zurückkehrte). Bei der Europawahl 2009 trat das LIF nicht an: Die liberale Europaabgeordnete Karin Resetarits unterstützte statt des LIFs die Jungen Liberalen.

### Parteireform 2008/09
Nach der deutlichen Niederlage bei der Nationalratswahl 2008 und dem Rückzug von Heide Schmidt beschlossen mehrere Parteimitglieder, eine Reform von Programm und Statuten anzugehen – das Grundsatzprogramm stammte von 1993 und war in vielen Punkten nicht mehr aktuell. Zu diesem Zweck wurde bei einem Parteitag am 25. Oktober 2008 eine neue Parteispitze gewählt und ein Reformteam bestimmt; Parteichef wurde Werner Becher.
Knapp acht Monate später, am 20. Juni 2009, wurde bei einem neuerlichen Parteitag das neue Programm beschlossen und wiederum ein neues, diesmal fixes Parteipräsidium gewählt. Ab diesem Datum bis zur Auflösung war die Juristin und Unternehmerin Angelika Mlinar neue Bundessprecherin.

### Ab 2010
Nach interner Konsolidierung und der umfassenden Parteireform, deren wesentliche Neuerung in der Einführung von Landesorganisationen bestand, trat das Liberale Forum am 10. Oktober 2010 bei der Wiener Landtags- und Gemeinderatswahl an. Die „alte Garde“, bestehend aus Heide Schmidt, Volker Kier, Thomas Barmüller und Friedhelm Frischenschlager, stand als sogenanntes Strategieteam dem Wiener LIF beratend zur Seite. Siehe Abschnitt Wiener Wahl 2010.
Nachdem das neue Statut des Liberalen Forums auch die Schaffung von Teilorganisationen ermöglichte, kam es 2010 mit dem Liberalen Jugend Forum (LJF) zur Errichtung einer neuen Jugendorganisation.

### Auflösung
Am 25. Jänner 2014 fusionierte das LIF mit den NEOS und löste sich in der Folge als eigenständige Partei auf. Die neue Partei trägt seitdem den Namen NEOS – Das Neue Österreich und Liberales Forum.

## Programm
Das Liberale Forum verfolgte seit seiner Gründung eine wirtschaftsliberale und sozialliberale Policy-Agenda. Neben der für liberale Parteien typischen Betonung der Grund- und Freiheitsrechte sowie der Kritik an bestehenden Beschränkungen des freien Marktes (bspw. Forderungen nach Privatisierung von Staatsbetrieben, Liberalisierung der Ladenöffnungszeiten, Reform der Gewerbeordnung, Senkung von Steuern und Lohnnebenkosten) waren gesellschaftspolitisch progressive Positionen fester Bestandteil der inhaltlichen Ausrichtung der Partei (bspw. soziale Grundsicherung, aktive Gleichstellungspolitik, liberales Fremdenrecht, gemeinsame Schule der 10- bis 14-Jährigen, Ethikunterricht). Darüber hinaus positionierte sich das Liberale Forum explizit pro-europäisch und warb 1994 bei der Volksabstimmung über Österreichs Beitritt zur Europäischen Union als einzige Oppositionspartei für den Beitritt.
Die Kombination aus traditionell rechts und links besetzten Themen wird häufig als Hauptgrund dafür angeführt, dass es den Liberalen nicht gelang sich nachhaltig im elektoralen Wettbewerb zu etablieren. Konservative bzw. bürgerliche Wählerschichten, die eventuell für die wirtschaftsliberale Linie empfänglich gewesen wären, konnten sich aufgrund der gesellschaftspolitischen Agenda (bspw. rechtliche Gleichstellung gleichgeschlechtlicher Partnerschaften und strikte Trennung von Kirche und Staat) nicht mit dem Liberalen Forum identifizieren. Links-progressiv orientierte Wähler wurden von den prononciert wirtschaftsliberalen Positionen abgeschreckt. Gerade die polarisierende Wirkung einzelner Kernanliegen, die dem Liberalen Forum im politischen Wettbewerb besonders geschadet haben dürfte (zu nennen wären hier wiederum die Grundsicherung, die vollständige rechtliche Gleichstellung gleichgeschlechtlicher Beziehungen, aber auch bestimmte bildungs- oder europapolitische Positionen), begünstigte sicherlich eine breitere gesellschaftliche Auseinandersetzung mit diesen Themen. Quantifizieren lässt sich eine solche längerfristige “Nachwirkung” der programmatischen Arbeit des LIF auf das österreichische politische System allerdings kaum.

## Parlamentarische Arbeit
Die Parlamentsfraktion des Liberalen Forums war in den Jahren zwischen 1993 und 1999 Triebfeder der programmatischen Arbeit der Partei. Vor dem Hintergrund einer relativ schwachen organisatorischen Basis und knappen finanziellen Ressourcen war die parlamentarische Arbeit darüber hinaus auch ein zentrales Instrument der Öffentlichkeitsarbeit. Insbesondere die Tätigkeit einzelner liberaler Abgeordneter (bspw. Hans Peter Haselsteiner und Helmut Peter im Bereich der Wirtschaftspolitik, Maria Schaffenrath in bildungs- und frauenpolitischen Fragen, Volker Kier bei sozialpolitischen Themen) trug maßgeblich zum Bild der Fraktion in der Öffentlichkeit sowie zur Profilierung in bestimmten Politikfeldern bei.
Wichtige Impulse in der Gesetzgebung leisteten die liberalen Nationalratsabgeordneten gemäß Gerhard Kratky unter anderem in folgenden Bereichen:
- B-VG Reform im Zuge des EU-Beitritts Österreichs (insbesondere Gewährleistung parlamentarischer Rechte)
- Abschaffung von Politikerpensionen bzw. Regulierung und Begrenzung von Mehrfachbezügen
- Werksvertragsregelung
- Abschaffung diskriminierender gesetzlicher Bestimmungen gegenüber Homosexuellen
- Kulturpolitische Initiativen

## Organisation
Obwohl ursprünglich „[…] die Fehler traditioneller Parteiorganisationen, als da wären: bündische Gliederung, strikte Regionalstruktur, starre Gruppenbildung, Dominanz der Berufspolitiker […]“ vermieden werden sollten, unterschied sich die Organisationsstruktur des Liberalen Forums nicht substantiell von jenen anderer Parteien ähnlicher Größe. Die Organisationswirklichkeit des LIF entsprach somit nur teilweise dem von den Gründern angestrebten Ideal eines “Forums”, als offener Diskursraum gleichberechtigter “Partner” (=Parteimitglieder).
Bottom-up Beteiligungsmechanismen existierten, wurden von der Parteiführung im Sinne des oben angeführten Ideals gefördert (bspw. in Form von Projektgruppen und Ausschüssen) und auch von den “Partnern” genutzt (bspw. bei der Entwicklung des Wahlprogramms beim Bundesforum 1999). Der Aufbau einer stabilen und aktiven Mitgliederorganisation gestaltete sich aber schwierig (ca. 3000 Mitglieder Mitte der 1990er), sodass aufgrund der unterentwickelten Strukturen die Parteielite und insbesondere der Parlamentsklub en gros eine dominante Stellung gegenüber den Mitgliedern einnahmen. Indizien für die grundsätzliche Möglichkeit der Mitbestimmung und die vertikale Durchlässigkeit der Parteistrukturen für Neueinsteiger sind allerdings nicht zuletzt kompetitive Abstimmungen und Wahlen bei den Bundesforen sowie die letztendlich destruktive Wirkmächtigkeit der parteiinternen Konflikte der späten 1990er (siehe Abschnitt 'Geschichte (1993–1999)').

## Wahlen und Vertretung in Parlamenten

### Landtags- und Gemeinderatswahlen 1993–2001
Bei der niederösterreichischen Landtagswahl 1993 gelang dem LIF mit 5,12 % und drei Abgeordneten der Einzug in den Landtag; allerdings scheiterte es in einer seiner Hochburgen, Vorarlberg, 1994 mit nur 3,49 % an der Fünf-Prozent-Sperrklausel. Im selben Jahr wählten bei der Salzburger Landtagswahl 5,76 % der Wahlberechtigten das Liberale Forum; jedoch erlangte das LIF kein Grundmandat und war daher in einer weiteren Hochburg nicht vertreten.
Bei der Landtagswahl in der Steiermark 1995 erzielte das LIF 3,84 %; durch ein Grundmandat in Graz konnten damit zwei Abgeordnete in den Landtag einziehen. Bei den Gemeinderatswahlen 1996 in Wien überholte das LIF mit 7,96 % hauchdünn die Grünen; allerdings hatten sie aufgrund der Grundmandatsklausel ein Mandat weniger als die Grünen, nämlich sechs.
1998 stellten sich die Liberalen erneut zur Landtagswahl in Niederösterreich und verfehlten mit 2,13 % den Wiedereinzug in den Landtag; das LIF scheiterte auch 1999 bei Landtagswahlen in Kärnten, Salzburg, Tirol und Vorarlberg. In Salzburg, dessen Landeswahlrecht inzwischen geändert worden war, wurden nur mehr 3,66 % der Stimmen erreicht, in Vorarlberg 3,36 %, in Tirol waren es 3,25 %. Im Jahr 2000 fiel das LIF mit 1,11 % aus dem Steirischen Landtag.
In Wien trat das Liberale Forum im Jahr 2001 mit der Spitzenkandidatin Alexandra Bolena an. Aufgrund der Fünf-Prozent-Sperrklausel bei einem Ergebnis von nur 3,43 % verlor das Wiener LIF jedoch seine sechs Abgeordneten im Landtag / Gemeinderat. Damit schied das Liberale Forum aus dem letzten Landesparlament, in dem es bis dahin noch vertreten war, aus.

#### Wiener Wahl 2010
Auf der Landesversammlung am 29. Mai 2010 wurde die Bundessprecherin Angelika Mlinar zur Spitzenkandidatin für die Wiener Gemeinderats- und Landtags-, zugleich auch Bezirksvertretungswahlen, im Oktober 2010 gewählt. An zweiter Stelle der Wahlliste folgte der Wiener Landessprecher Hannes Heissl.
Wenig begeistert zeigte sich die Parteispitze darüber, dass die vom LIF abgespaltenen Jungen Liberalen (JuLis), eine ursprünglich als Studentenfraktion zu ÖH-Wahlen ins Leben gerufene Liste, im Mai 2010 ankündigten, mit eigener Kandidatur bei der Wiener Wahl 2010 antreten zu wollen.
Da das Liberale Forum keine Mandate in den zur Wahl stehenden Gremien hatte, mussten für den Antritt zur Wahl Unterstützungserklärungen eingebracht werden. Für die Gemeinderatswahl wurde in 15 der 18 Wiener Wahlkreise die notwendige Anzahl von 100 Unterschriften wahlberechtigter Personen je Wahlkreis erreicht. Nicht geschafft wurden die Wahlkreise Hietzing, Rudolfsheim-Fünfhaus und Döbling; es fehlten 13 Unterstützungserklärungen, die zwar unterschrieben waren, jedoch nicht mehr rechtzeitig eingereicht wurden. Zur Bezirksratswahl wurden für alle 23 Bezirke die jeweils 50 Unterschriften erreicht, sodass ein Antreten in allen Bezirken möglich war. Mit einem Stimmanteil von 0,69 Prozent wurde der Einzug in den Gemeinderat jedoch deutlich verpasst, auch in den Bezirken konnten keine Mandate erzielt werden.

### Nationalratswahlen
| Ergebnisse des LIF bei Nationalratswahlen | Ergebnisse des LIF bei Nationalratswahlen | Ergebnisse des LIF bei Nationalratswahlen |
| Jahr                                      | Stimmenanteil                             | Mandate                                   |
| ----------------------------------------- | ----------------------------------------- | ----------------------------------------- |
| 1994                                      | 6,0 % (+6,0)                              | 11 (+11)                                  |
| 1995                                      | 5,5 % (−0,5)                              | 10 (−1)                                   |
| 1999                                      | 3,7 % (−1,8)                              | 0 (−10)                                   |
| 2002                                      | 1,0 % (−2,7)                              | 0 (-)                                     |
| 2006                                      | n.k.                                      | 1 (+1)                                    |
| 2008                                      | 2,1 % (+2,1)                              | 0 (−1)                                    |

#### Wahlen 1994, 1995, 1999, 2002
Bei den Wahlen zum österreichischen Nationalrat erreichte das LIF in den Jahren 1994 elf Mandate und 1995 noch zehn Mandate. Bei der Wahl 1999 scheiterte das Liberale Forum an der 4-Prozent-Hürde und war seither nicht mehr im österreichischen Parlament vertreten.
Bei der Wahl 2002 versuchte es die Partei noch einmal mit dem (damals) Ex-ORF-Moderator Reinhard Jesionek als Spitzenkandidat und einem auf jugendliche Zielgruppen zugeschnittenen Wahlkampf. Das Experiment unter Bundessprecher Alexander Zach scheiterte jedoch mit einem Wahlergebnis von nur mehr 0,98 Prozent.

#### Wahl 2006
Bei den Nationalratswahlen am 1. Oktober 2006 trat das LIF nicht mehr mit eigener Wahlliste an. Heide Schmidt gab in einem Interview mit der Tageszeitung Der Standard an, dass ihre Kandidatur an den finanziellen Rahmenbedingungen scheitere.
Anfang September 2006, wenige Wochen vor der Wahl am 1. Oktober, ging das Liberale Forum ein Wahlbündnis mit der SPÖ ein. LIF-Bundessprecher Alexander Zach erhielt ein Fixmandat auf der Bundesliste der SPÖ; im Gegenzug gaben prominente Liberale wie Schmidt, Resetarits und Hans Peter Haselsteiner eine Wahlempfehlung für die SPÖ ab.
Diese in Österreich unübliche Form der Zusammenarbeit war innerhalb des LIF heftig und teils auch in der SPÖ umstritten. Josef Kalina, damaliger Leiter der SPÖ-Kommunikation, erklärte, dass das Wahlbündnis – vergleichbar mit „L’Ulivo“ des italienischen Premierministers Romano Prodi – ein Zweckbündnis gewesen sei.
Organisatorisch wurde Alexander Zach im Nationalrat dem Parlamentsklub der SPÖ zugerechnet.

#### Wahl 2008

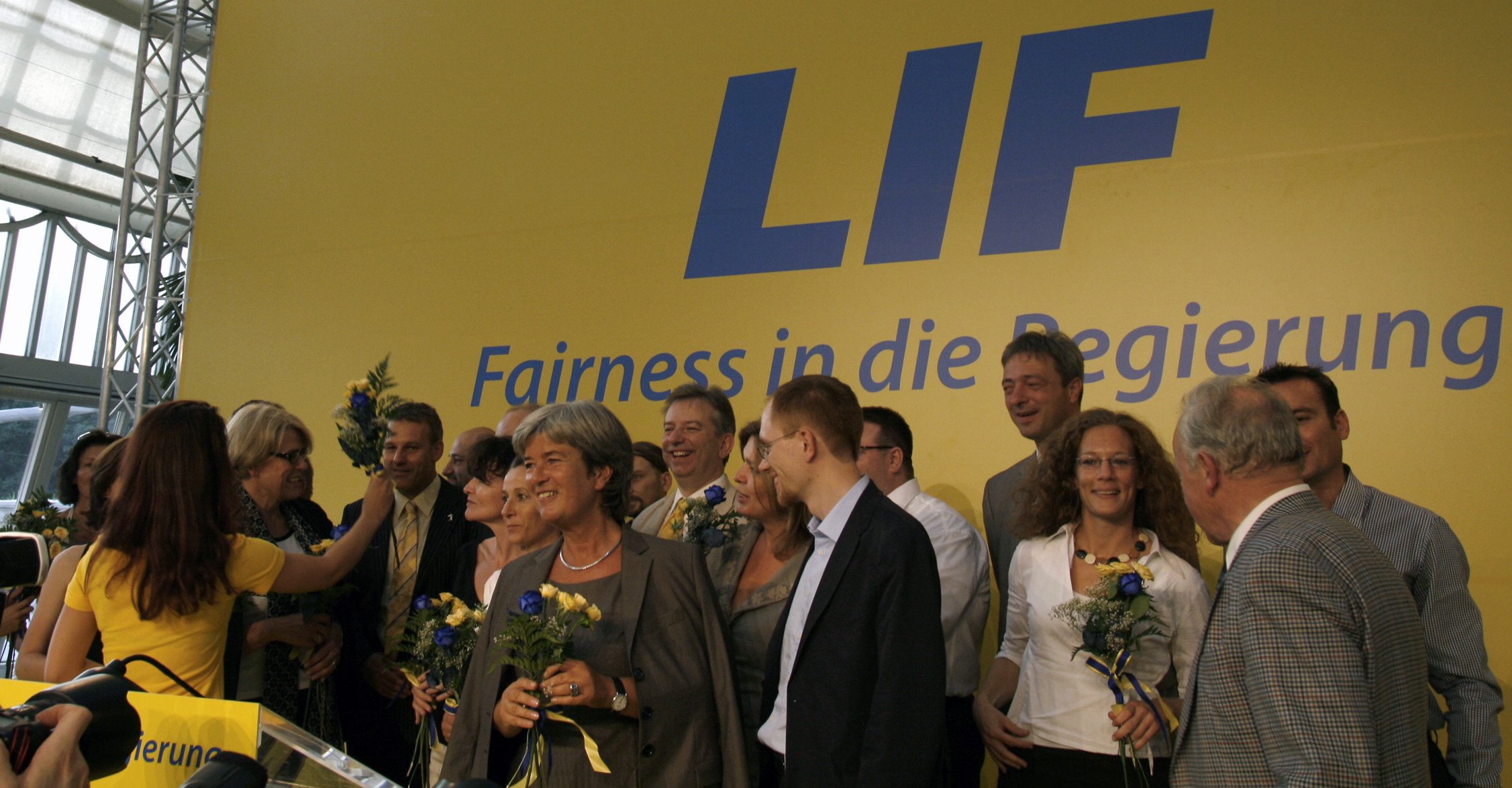
Präsentation der Kandidaten des LIF für die Nationalratswahl 2008

Nachdem Zach als Parteivorsitzender in Interviews seit 2006 einen Antritt bei den (regulären) Nationalratswahlen 2010 zur Diskussion stellte, trat das Liberale Forum mit Heide Schmidt als Spitzenkandidatin und dem Bauunternehmer Hans Peter Haselsteiner als Wirtschaftssprecher und Vorsitzendem des Unterstützungskomitees bei den Nationalratswahlen 2008 an. Am 19. August gab das Liberale Forum bekannt, dass die nötigen Unterstützungserklärungen vorliegen und einem bundesweiten Antritt somit nichts mehr im Weg stehe.
Im Wahlkampf wurden alte Vorwürfe wiederholt, Zach habe im Vorfeld der Kaufentscheidung Österreichs für neue Kampfflugzeuge für den Eurofighter-Hersteller EADS lobbyiert. Dies bestritt er zunächst; später musste er aber doch eingestehen, mit seiner damaligen Firma eurocontact im Auftrag der deutschen Agentur Salaction in Österreich für EADS tätig gewesen zu sein. Zach beteuerte zwar immer wieder, dass er schon vor seiner Tätigkeit im Nationalrat seine Mitarbeit bei eurocontact beendet hätte, und betonte, dass er als Abgeordneter unter anderem für die Einsetzung des parlamentarischen Untersuchungsausschusses zur Eurofighter-Beschaffung gestimmt hatte. Er vermeinte damit seine Unabhängigkeit unter Beweis gestellt zu haben.
Dennoch trat er am 23. September 2008 unter parteiinternem und medialem Druck als Bundessprecher und als Kandidat für die Wahl zurück und legte sein Mandat als Abgeordneter zum Nationalrat nieder. Den Parteivorsitz übernahm interimistisch Heide Schmidt, sein Mandat besetzte regelkonform die SPÖ nach, da Zach ja auf einem „roten“ Abgeordnetenplatz im Parlament saß.
Während des Wahlkampfes lag das Liberale Forum in Umfragen bei etwa vier Prozent, kurz nach Bekanntgabe der Spitzenkandidatur Heide Schmidts sogar bei acht bis zehn Prozent. Unterstützt wurden diese guten Umfragewerte durch ein großes Medieninteresse. Von Schmidt wurde wiederholt als Ziel genannt, nach der Wahl eine Koalitionsregierung mit SPÖ und Grünen bilden zu wollen, um damit auch eine Regierungsbeteiligung von FPÖ und BZÖ zu verhindern.
Trotz der starken Umfragewerte blieb das LIF letztlich mit 2,1 Prozent Stimmenanteil unter den für den Einzug in den Nationalrat erforderlichen vier Prozent der Stimmen. Schmidt und Haselsteiner kündigten in der Folge an, sich aus der Politik zurückzuziehen.

#### Wahl 2013
Im Vorfeld der Nationalratswahl 2013 gab die Partei bekannt, für das Wahlbündnis NEOS (Das Neue Österreich und Liberales Forum) zu kandidieren. Bundessprecherin Angelika Mlinar trat auf Platz 2 der Bundesparteiliste von NEOS an.

### Europaparlament
Abgeordneter des LIF zum Europaparlament (MdEP) war von 1996 bis 1999 Friedhelm Frischenschlager. Karin Resetarits, die für die Liste Martin Mitglied des Europaparlaments wurde, trat am 7. Juni 2005 der liberalen Fraktion im Europaparlament bei, in der Folge dann auch dem LIF. 2012 wurde auch Angelika Werthmann unabhängiges Mitglied dieser Fraktion.

## Bundessprecher
- Heide Schmidt, 1993–2000
- Christian Köck, 2000
- Friedhelm Frischenschlager, 2000–2001
- Alexander Zach, 2001–2008
- Heide Schmidt, 2008 (designiert)
- Werner Becher, 2008–2009
- Angelika Mlinar, 2009–2014

## Einbindung in transnationale Parteiorganisationen
Das Liberale Forum war Mitglied der Föderation der Liberalen und demokratischen Parteien Europas (EDLR), der Liberalen Internationale (LI) und der liberalen Fraktion im Europäischen Parlament (ALDE).

## Vorfeldorganisationen

### Liberales Bildungsforum
Mit dem Einzug ins Parlament als eigene Partei stand dem Liberalen Forum auch die Finanzierung einer politischen Akademie zu. Für das „Liberale Bildungsforum“ (LIB) wurde die Rechtsform eines Vereines gewählt und als erster Geschäftsführer Christian Allesch bestellt, der als Angestellter der Universität Salzburg für die Jahre 1995 und 1996 für die Aufbauarbeit des LIB karenziert wurde.
Im Vorwort zur ersten Publikation „Liberalismus und Judentum“ beschrieb Christian Allesch das Konzept des LIB: „Wir wollen in weiterer Folge mit Dokumentationen über unsere Seminare und Diskussionsveranstalveanstaltungen einen Beitrag zur politischen Bildung in Österreich leisten. Und das heißt gerade in einem Land wie Österreich auch die verdrängten, vernachlässigten und kontroversiellen Themen in das Bewußtsein der Öffentlichkeit zu rücken. ...“
Dafür ergab sich bereits die Gelegenheit in der ersten Veranstaltung des LIB anlässlich des 50-jährigen Endes des Nationalsozialismus in Österreich in Kooperation mit dem Jüdischen Institut für Erwachsenenbildung mit dem Symposium „Judentum und Liberalismus“ in der Wiener Urania. Diese Kooperation bot dem LIF die Möglichkeit, sich nach der Abspaltung von der FPÖ noch deutlicher abzugrenzen. Die Vorträge in der Urania von Julius Schöps – damals Direktor des Wiener Jüdischen Museums –, Alfred Gerstl – Mitarbeiter des LIB – und Anton Pelinka erschienen in der ersten Publikation des LIB, von den Autoren bearbeitet und erweitert und ergänzt durch einen Beitrag der deutschen „Friedrich Naumann-Stiftung“. Titel der Publikation war „Liberalismus und Judentum“. Präsentiert wurde diese Publikation am 13. März 1996 im Wiener Jüdischen Museum von Friedhelm Frischenschlager, Julius Schöps und Doron Rabinovici.
Im Frühjahr 1996 erschien nach der Fachtagung „Strafe, Strafrecht und Politik“ mit Vorträgen von Professoren für Strafrecht in Wien und Graz, einem Wiener Dozenten für Rechtssoziologie, einem Linzer Staatsanwalt und einer Psychologin von der Strafanstalt Stein eine weitere Publikation des LIB.
Im Mai 1996 folgte nach einer stark besuchten Fachtagung die Publikation „Kirchen und Staat“. Die Tagung setzte sich mit den bis heute diskutierten Themen Konkordat, Laizität in Frankreich, dem Verhältnis von Kirche und Staat und Religions- versus Ethikunterricht auseinander – auch aus evangelischer Sicht. Zu den prominenten Referenten zählten Herbert Köck, Richard Potz, Maximilian Liebmann, Dietrich Pirson aus München, Philippe Gustin von der französischen Botschaft, Franz Nikolasch, Gustav Reingrabner, Ingo Mörth, Heiner Boberski und Rudolf Schermann. In Auszügen dokumentiert wurde die von Adolf Holl geleitete und ebenfalls prominent besetzte Schlussdiskussion mit Johannes Dantine, Volker Kier, Rainald Tippow, Paul Ladurner von der Plattform „Kirchenvolksbegehren“ und Anton Berger.
Nachfolger von Christian Allesch als Leiter des LIB wurde nach einem Hearing der ehemalige katholische Pfarrer Elmar Kuhn. Seit der Fusion des LIF mit NEOS ist die Akademie als NEOS Lab tätig.